# Banca Mas Sardá
La Banca Mas Sardá fou una entitat bancària constituïda a Barcelona el 1844 per Antoni Vilalta sota el nom de Casa Vilalta i Mas que inicialment es dedicava a l'intercanvi de monedes.

## Història
El 1854 l'heretà el seu nebot Francesc Mas Sardà, i el 1876 se la coneixia com a F.Mas Sardà e hijos; i posteriorment com a Hijos de F. Mas Sardá. El març del 1947 adoptà finalment el nom de Banca Mas Sardá i fou inscrita formalment al registre de bancs. Des de 1924 la seva oficina central es trobava situada al davant del Gran Teatre del Liceu, on actualment hi ha el Cafè de l'Òpera.
El 1969 va deixar de ser un banc familiar, tot acceptant la incorporació de nous accionistes. Durant els primers anys 70 va experimentar una progressió econòmica destacada, arribant a crear projectes paral·lels com la creació de la Sociedad de Inversión Colectiva en Arte, especialitzada en inversions en obres d'art o la creació d'un departament propi d'estudis econòmics i socials. Degut als alts costos d'explotació i a les conseqüències de la crisi del petroli, l'empresa d'inversions en art va tancar el 1974. Uns dels directius de l'època fou Salvador Alemany.
Anys després, el març de 1982, amb uns recursos propis de 43.000 milions de pessetes, va patir una forta crisi d'actius. El mateix Jordi Pujol va fer diverses gestions per evitar que el control de l'entitat no marxés de Catalunya, Finalment, el 27 d'abril de 1982 el comitè executiu del Banc d'Espanya i el Fons de Garantia de Dipòsits van decidir adjudicar al Banc de Bilbao la Banca Mas Sardà, que en aquell moment comptava amb 44.000 milions de pessetes en recursos de clients, 36 oficines a 14 províncies i 843 empleats. D'altres fonts in formen que aquell moment tenia 247 oficines i 3.394 empleats. Segons l'acord a que es va arribar, el Banc de Bilbao donaria un crèdit de 2.000 milions de pessetes per tres anys a Mas Sardà, sempre que el consell d'aquesta entitat cedís les seves pròpies accions al preu d'una pesseta i realitzés una reducció del capital per amortitzar pèrdues. Alhora, el Banc de Bilbao assumiria la situació patrimonial de Mas Sardá, assegurant una posterior ampliació de capital per un import de 3.000 milions de pessetes. Els accionistes de Mas Sardá preferien ser adquirits per La Caixa.
Quan el 1988 aquest es va fusionar amb el Banco de Vizcaya, l'entitat fou absorbida per Banca Catalana, mitjançant una fusió per absorció, que l'estat va bonificar amb una exempció fiscal del 99%. Alfredo Sáenz quedar com a president Banca Catalana, que va realitzar una ampliació de capital de 5.966.000 de pessetes nominals, que, al valor comptable, representen una prima d'emissió de 1.085 milions de pessetes. La suma d'ambdues quantitats equival al valor net patrimonial de la Banca Mas Sardà, mentre que el valor patrimonial de Banca Catalana es va xifrar en un total de 40.410 milions de pessetes.Poc després quedaria integrada dins del grup BBVA.